# Emir Sader
Emir Simão Sader (São Paulo, 13 de julio de 1943) es un filósofo y politólogo brasileño.
De origen libanés, se graduó en Filosofía por la Universidad de São Paulo, donde obtuvo una maestría en filosofía política y un doctorado en ciencias políticas. En esta misma universidad, trabajó como profesor hasta que se jubiló. También trabajó como investigador en el Centro de Estudios Socioeconómicos de la Universidad de Chile y fue profesor de política en la Universidad Estatal de Campinas. 
Dirige el Laboratorio de Políticas Públicas (LPP) de la Universidad del Estado de Río de Janeiro, donde enseña sociología y es profesor emérito. En 2011, fue considerado para la presidencia de la Fundación Casa de Rui Barbosa, nombramiento abortado después de la crisis generada a partir de una entrevista en la que criticó a la ministra de Cultura Ana Buarque de Hollanda. Coordina el Laboratorio de Políticas Públicas y Secretario Ejecutivo del Consejo Latinoamericano de Ciencias Sociales. Tiene experiencia en Ciencias Políticas, con énfasis en Estado y Gobierno. Sus temas de trabajo son la política de América Latina en general y la de Brasil en particular. Es el autor de La venganza de la historia, entre otros libros.
Colabora con publicaciones nacionales e internacionales y es miembro del consejo editorial de la revista británica New Left Review. Presidió la Asociación Latinoamericana de Sociología (ALAS, 1997-1999) y es uno de los organizadores del Foro Social Mundial.
Sader participó además en el Foro Internacional por la Emancipación y la Igualdad, realizado en Argentina en el año 2015.